# Friedrich Setz
Friedrich Sitz, do roku 1858 Samuel Setz (20. srpna 1837, Sibiň, Sedmihradsko - 26. února 1907, Vídeň) byl rakouský architekt a stavební úředník. Jako c.k. vrchní stavební rada (Oberbaurat) byl jedním z nejvýznamnějších poštovních architektů v Rakousko-Uhersku, naplánoval a postavil četné poštovní úřady v Předlitavsku vč. českých zemí, čímž stanovil první standardy plánování a výstavby poštovních úřadů v celé monarchii.

## Život

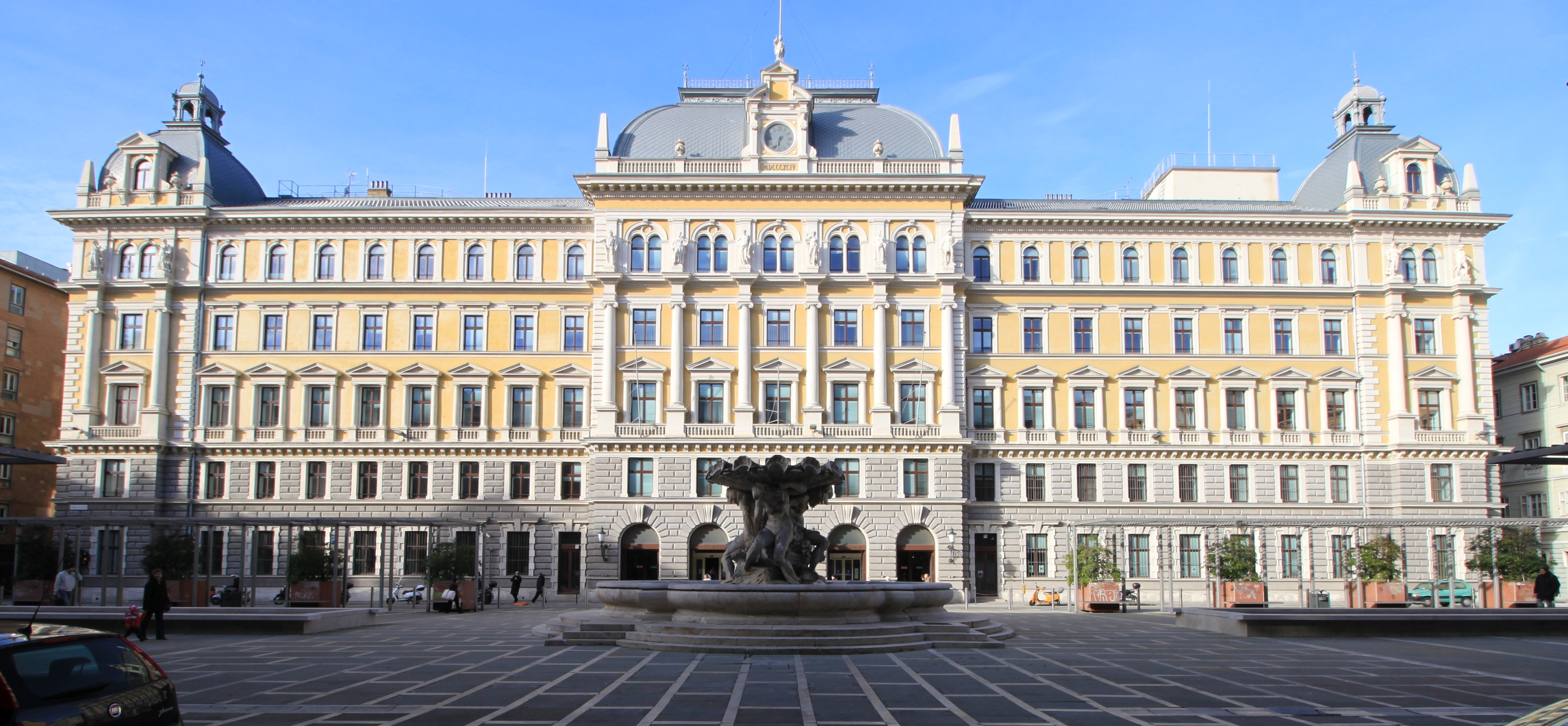
Palazzo delle Poste – Poštovní palác v Terstu (1894)

Samuel Setz se narodil do protestantské rodiny v sedmihradké Sibini (něm. Hermannstadt). Jeho otec byl stavební mistr a pracoval pro farní kostel v Sibini. Po absolvování gymnázia a střední reálné školy studoval Setz inženýrství na Polytechnickém institutu ve Vídni (1855-1859) a na Polytechnické škole v Mnichově (1859-1860). Poté studoval architekturu na Akademii výtvarných umění ve Vídni (1860-1862). V téže době byl zaměstnán také jako kreslíř u vídeňského architekta Heinricha von Ferstela a od roku 1863 působil jako samostatný architekt.
V roce 1872 zahájil kariéru ve stavebním oddělení Maďarské východní dráhy v Pešti a v roce 1874 přešel do stavebního oddělení Generálního inspektorátu císařsko-královských rakouských státních drah ve Vídni, kde byl vedoucím odborné kanceláře pozemního stavitelství v letech 1876-1880 a v letech 1880-1885 jako hlavní inženýr ředitelství pro stavby státní dráhy.
Sitz se osvědčil při plánování a výstavbě pošty a soudní budovy (1883–1884) ve 3. vídeňské čtvrti Landstraße a následně byl pověřen plánováním a řízením všech nově zřizovaných poštovních a telegrafních úřadů v monarchii. V roce 1889 přestoupil do c.k. Ministerstva obchodu, kde působil jako vedoucí Úřadu poštovních budov. Pod jeho vedením bylo postaveno celkem 26 poštovních úřadů v Předlitavsku: v Bolzanu, Bregenzi, Černovicích, Jablonci nad Nisou, Štýrském Hradci, Karlových Varech, Krakově, Lublani, Lvově, Olomouci, Trentu, Terstu a Opavě a jinde.
Roku 1892 obdržel Friedrich Setz titul c.k. Oberbaurat a v roce 1901 se částečně zasloužil o plány na přestavbu a rozšíření budovy hlavní pošty v Praze. Od roku 1902 byl jmenován dvorním radou a v roce 1905 odešel do důchodu.
Friedrich Setz zemřel v roce 1907 ve věku 69 let.

## Dílo

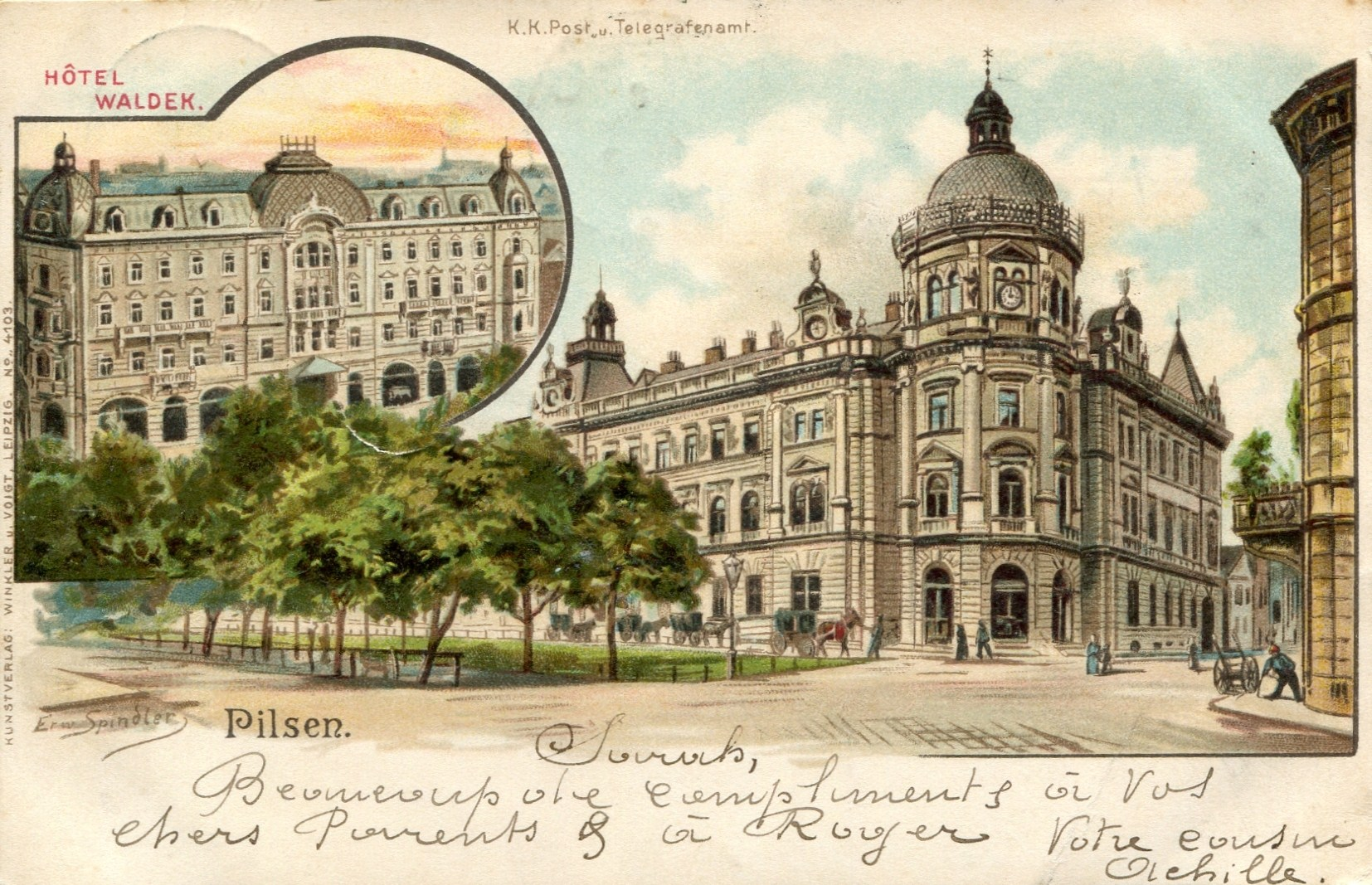
Hlavní pošta v Plzni (1895)

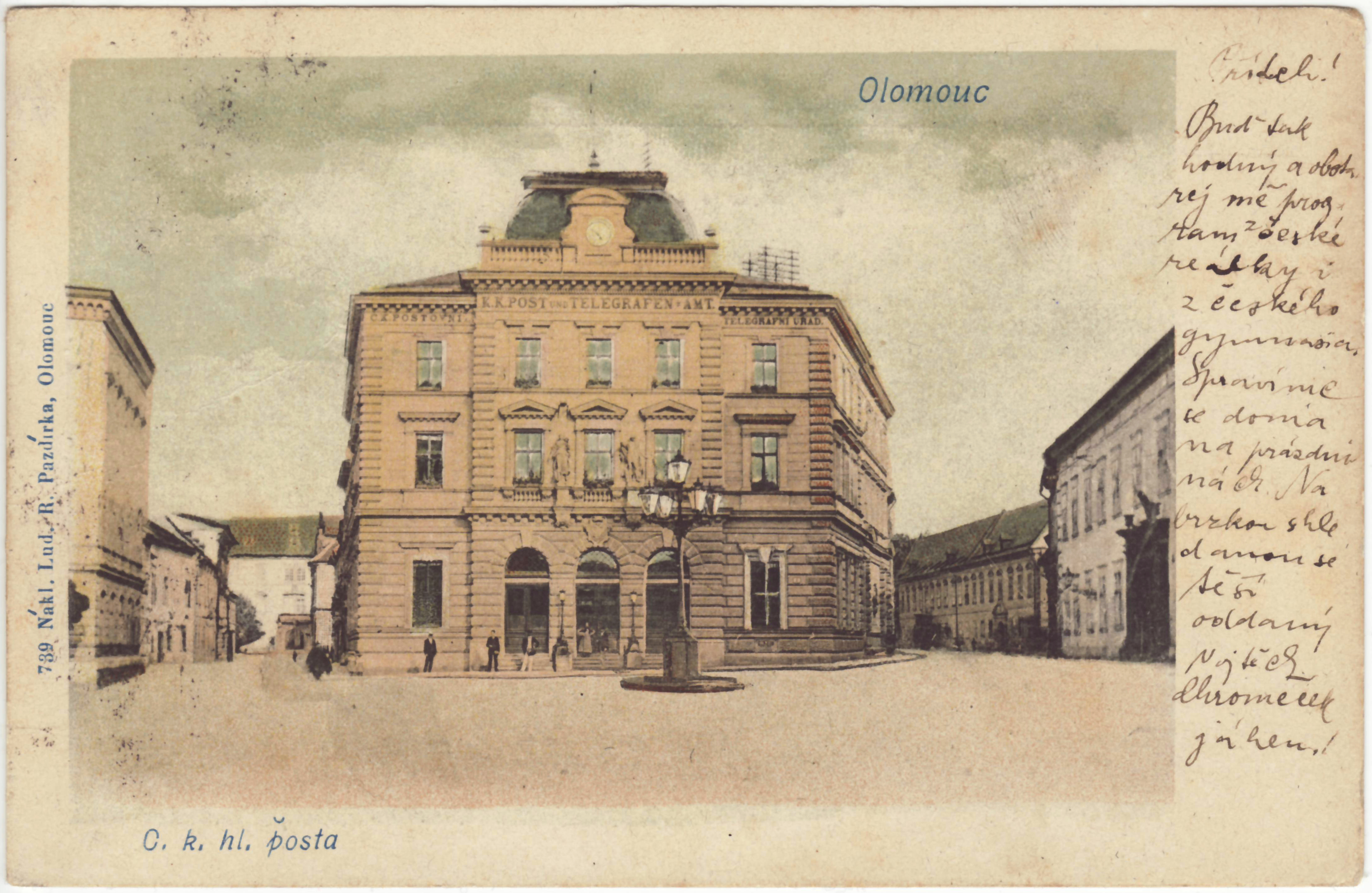
Pošta v Olomouci

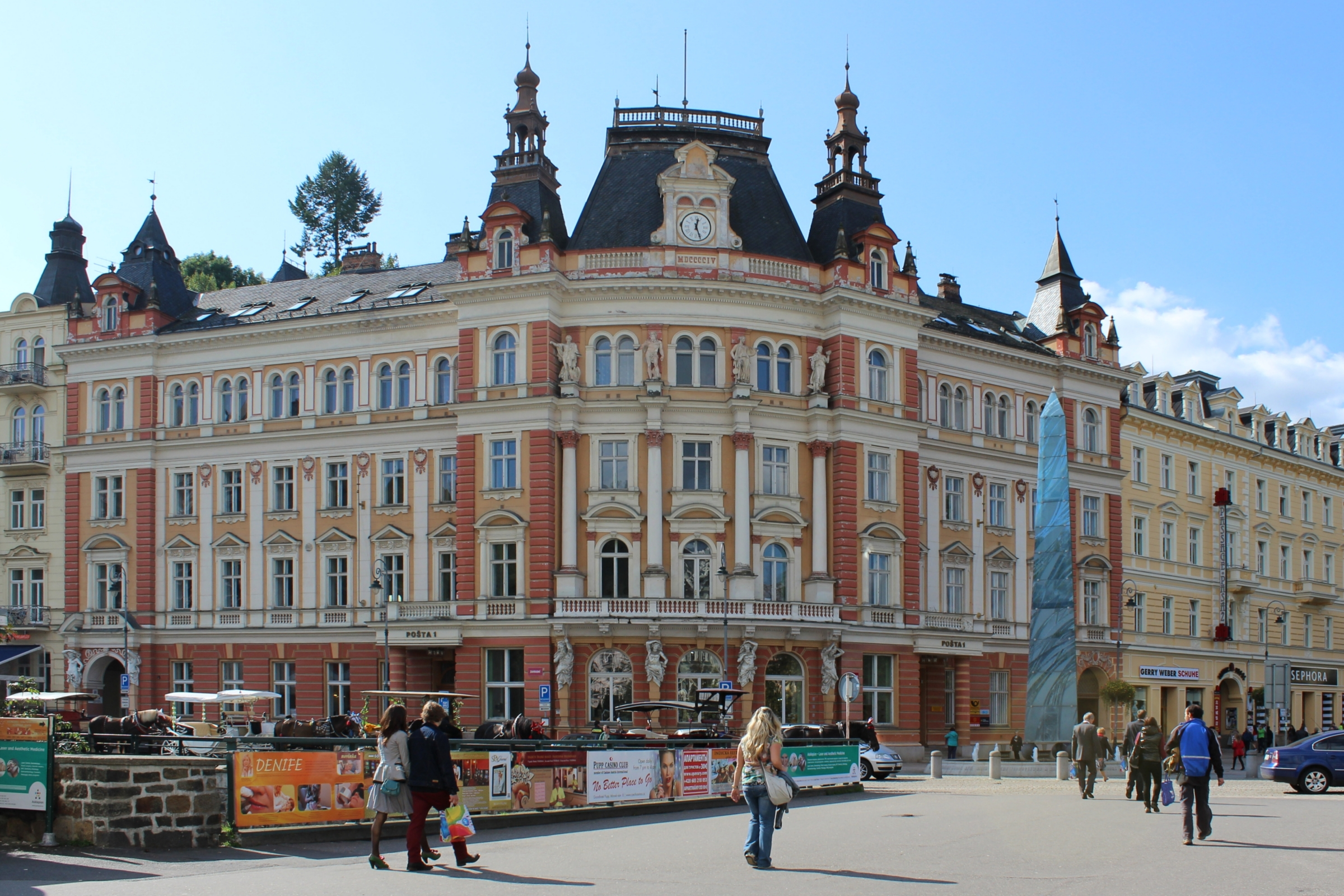
Hlavní pošta v Karlových Varech (1904)

Friedrich Setz během svého tvůrčího období postavil více než 26 poštovních budov.
Stavební typ "poštovní úřad" byl v té době mladá stavební disciplína, která se jako forma ustálila v podstatě až ve 2. polovině 19. století.
Poštovní budovy Friedricha Setze navazují na pozdější budovy poštovní spořitelny architekta Otto Wagnera, zejména haly poštovních přepážek krytých skleněnými a ocelovými konstrukcemi se jeho prostřednictvím staly typickým poštovním jevem.

### Budovy (výběr)
- 1885–1887: Hlavní pošta, Štýrský Hradec
- 1887–1889: Hlavní pošta, Lvov
- 1889: Hlavní pošta, Trento (1929-1934 částečně zničen)
- 1890: Hlavní pošta, Bolzano
- 1890–1893: Hlavní pošta, Liberec
- 1890-1894: Hlavní pošta, Terst
- 1892-1894: Hlavní pošta, Jablonec nad Nisou
- 1893–1895: Hlavní pošta, Bregenz
- 1895: Hlavní pošta, Plzeň
- 1895: Pošta, Bad Ischl
- 1899: Hlavní pošta, Litoměřice
- 1899: Hlavní pošta, Písek
- 1900–1904: hlavní pošta, Karlovy Vary [2]

## Vyznamenání
- 1884: Rytířský kříž Řádu Františka Josefa za zásluhy při stavbě Arlberské dráhy